# Алексеево (Павлово-Посадский городской округ)
Алексеево — деревня в Московской области России. Входит в Павлово-Посадский городской округ. Население — 117 чел. (2010).

## География
Деревня Алексеево расположена в северной части городского округа, примерно в 14 км к северу от города Павловский Посад. Высота над уровнем моря 135 м. В 2 км к югу от деревни протекает река Плотня. К деревне приписано 2 СНТ. Ближайший населённый пункт — деревня Тимково Ногинского района.

## История
В 1926 году деревня являлась центром Алексеевского сельсовета Пригородной волости Богородского уезда Московской губернии, имелась школа 1-й ступени.
С 1929 года — населённый пункт в составе Павлово-Посадского района Орехово-Зуевского округа Московской области, с 1930-го, в связи с упразднением округа, — в составе Павлово-Посадского района Московской области.
До муниципальной реформы 2006 года Алексеево входило в состав Кузнецовского сельского округа Павлово-Посадского района.
В 2000-х гг. в деревне была сооружена часовня-столб.
С 2004 до 2017 гг. деревня входила в Кузнецовское сельское поселение Павлово-Посадского муниципального района.

## Население
В 1926 году в деревне проживало 442 человека (200 мужчин, 242 женщины), насчитывалось 83 хозяйства, из которых 77 было крестьянских. По переписи 2002 года — 35 человек (15 мужчин, 20 женщин).
| 1926 | 2002 | 2006 | 2010 |
| ---- | ---- | ---- | ---- |
| 442  | ↘35  | →35  | ↗117 |